# Université de Sheffield Hallam
L'université de Sheffield Hallam (Sheffield Hallam University) est une université nationale anglaise, située à Sheffield. Elle a été fondée en 1992.

## Composantes
L'université est structurée en quatre facultés :
- Faculté des Arts, informatique, ingénierie et sciences
- Faculté du développement et de la société
- Faculté de la santé et du bien être
- École de commerce de Sheffield.

## Personnel enseignant
- Esther Johnson, artiste visuelle et réalisatrice

## Étudiants célèbres
- Richard O'Dwyer (1988-), créateur de TVShack.net
- Oreet Ashery, artiste plasticienne
- Ian Yeoman, conférencier en gestion du tourisme.